# Dourlers Communal Cemetery Extension
Dourlers Communal Cemetery Extension is een Britse militaire begraafplaats gelegen in de Franse plaats Dourlers (Noorderdepartement). De begraafplaats wordt onderhouden door de Commonwealth War Graves Commission.
De begraafplaats telt 193 geïdentificeerde graven waarvan 147 Gemenebest graven uit de Eerste Wereldoorlog en 46 overige graven uit de Eerste Wereldoorlog.